# کاترین پدرسن
کاترین پدرسن (به انگلیسی: Katrine Pedersen؛ متولد ۵ آوریل ۱۹۹۶) کاراته‌کای دانمارکی است. وی در مسابقات کاراته قهرمانی جهان ۲۰۱۶ که در لیتنس، اتریش برگزار شد، در کومیته ۶۸ کیلوگرم بانوان مدال نقره را بدست آورد.
وی در بازی‌های جهانی ۲۰۱۷ که در وروتسواف، لهستان برگزار شد، در کومیته ۶۸ کیلوگرم بانوان شرکت کرد اما مدال برنز را به کایو سومیا از ژاپن از واگزار کرد.
او در سال ۲۰۱۹ در مسابقات کومیته ۶۸ کیلوگرم بانوان در بازی‌های اروپایی ۲۰۱۹ که در مینسک، بلاروس برگزار شد، رقابت کرد.

## دستاوردها
| سال  | رقابت                 | محل                  | رتبه بندی | رویداد            |
| ---- | --------------------- | -------------------- | --------- | ----------------- |
| ۲۰۱۶ | قهرمانی جهان          | لینتس، اتریش         | دوم       | کومیته ۶۸ کیلوگرم |
| ۲۰۱۹ | مسابقات قهرمانی اروپا | گوادالاخارا، اسپانیا | سوم       | کومیته ۶۸ کیلوگرم |